# Accordo Stand-By
L'Accordo Stand-By (ASB) (Stand-by Arrangement o SBA) è uno strumento di finanziamento del Fondo Monetario Internazionale (FMI) che prevede la fornitura di aiuti ad un Paese membro in difficoltà economiche, di solito derivanti da una crisi finanziaria. In cambio dell'aiuto, il programma esige riforme volte al ritorno ad un percorso di stabilità finanziaria e sostenibilità economica. L'ASB è uno degli strumenti dei programmi del FMI e della Banca Mondiale volti all'Aggiustamento strutturale.

## Descrizione
Lo Stand-By Arrangement (Accordo Stand-By) fu creato nel giugno 1952 per fornire finanziamenti ai Paesi richiedenti aiuto con problemi di bilancia dei pagamenti. L'ASB è stato sovente utilizzato dai Paesi membri ed è il principale strumento di prestito del Fondo Monetario Internazionale (FMI), specialmente per i Paesi emergenti sul mercato. Dopo una significativa interruzione di questo tipo di aiuto, la crisi finanziaria del 2008 ha comportato la richiesta da parte di un numero significativo di Paesi di questo tipo di assistenza. Il tasso di interesse è normalmente più vantaggioso di quelli offerti dal mercato privato. Nel 2009 il Fondo Monetario ha migliorato l'Accordo per essere più flessibile e rispondente alle necessità dei Paesi membri. Allo stesso tempo, i limiti di prestito sono stati raddoppiati e sono state rese disponibili maggiori anticipazioni finanziarie. In generale, le condizioni sono state snellite e semplificate.

## Paesi beneficiari
Diversi Paesi hanno ricevuto aiuti attraverso l'Accordo Stand-By durante la Crisi finanziaria globale del 2008-2012 tra i quali l'Ungheria, l'Islanda e la Grecia.

## Critiche
Per lungo tempo, i programmi di aggiustamento strutturale sono stati criticati in quanto l'aiuto finanziario è subordinato ad una richiesta di austerità ritenuta eccessiva. Tali critiche sono state meno pronunciate negli anni recenti, segnatamente dal 2009, quando le politiche dell'Accordo Stand-By del Fondo Mondiale Internazionale sono state modificate per essere maggiormente rispondenti alle necessità dei Paesi richiedenti. Una eccezione è forse la Grecia, che è stata vicina ad una crisi del debito sovrano nel 2010 e nel 2011. I risultanti pronunciati tagli alla spesa pubblica hanno provocato proteste di massa e disordini. In questo caso le critiche sono state sempre più dirette ai requisiti di appartenenza richiesti ai Paesi alla Zona Euro piuttosto che all'accordo Stand-By del Fondo Mondiale Internazionale.